# Eporgastis
Eporgastis is een geslacht van vlinders van de familie tastermotten (Gelechiidae).

## Soorten
- E. conclusa (Meyrick, 1918)
- E. maturata Meyrick, 1921
- E. syngrapta (Meyrick, 1921)
- E. torrescens Meyrick, 1921